# Lumeneo

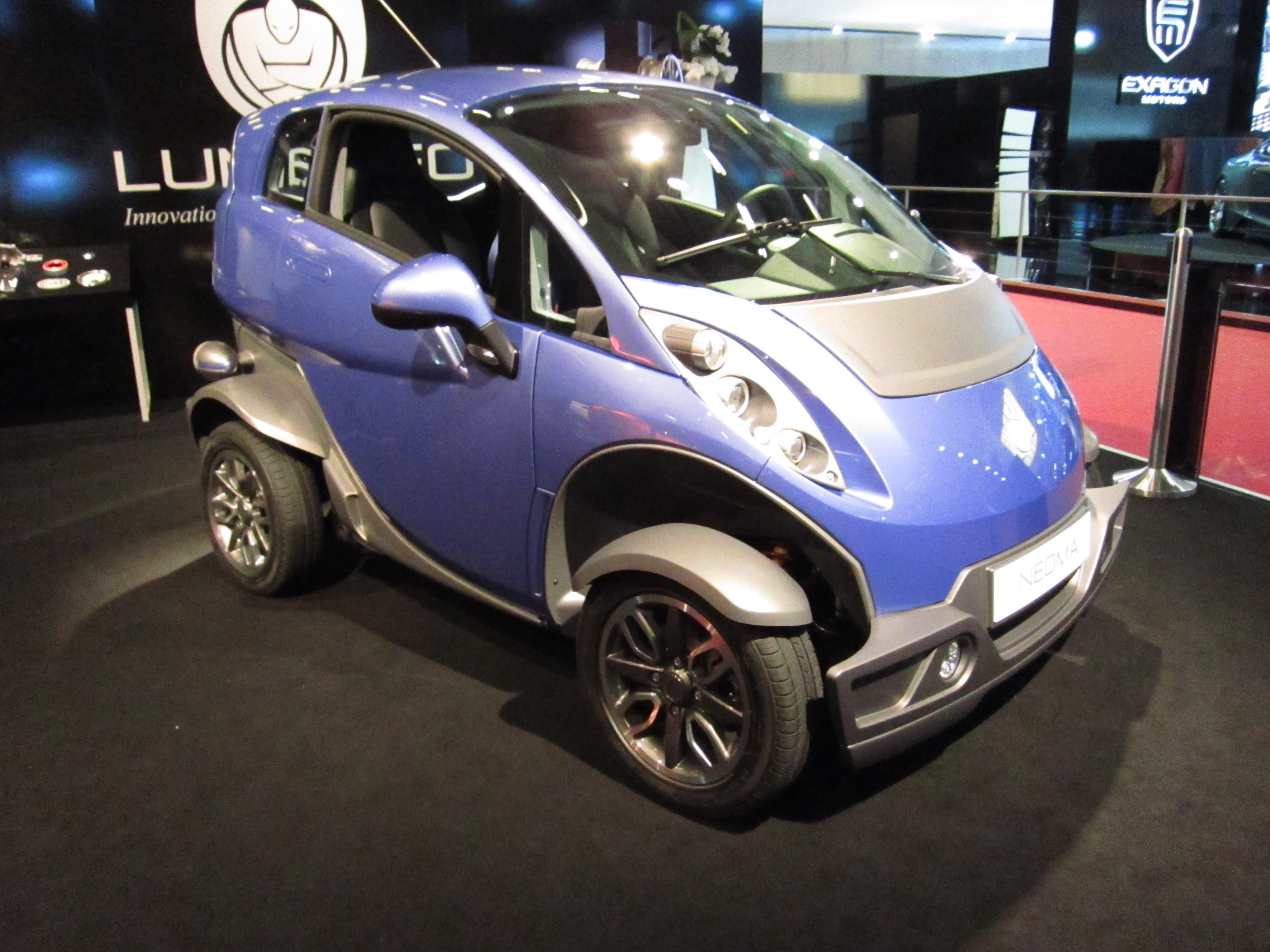
Lumeneo Neoma

Lumeneo – dawny francuski producent elektrycznych mikrosamochodów z siedzibą w Wogezy działający w latach 2006–2013.

## Historia
Przedsiębiorstwo Lumeneo założone zostało w 2006 roku przez francuskiego menedżera branży technologicznej Daniela Moulène'a razem z jego synem, Thierrym. Firma za swój główny obszar działania obrała prace nad niewielkim, elektrycznym mikrosamochodem dostosowanym do poruszania się po zatłoczonych, gęsto zaludnionych arteriach Paryża. Dwa lata później firma przedstawiła przedprodukcyjny egzemplarz swojej autorskiej konstrukcji na Paris Motor Show 2008, prezentując łączący cechy samochodów i motocykli pojazd Lumeneo Smera. Rok później ruszyła sprzedaż pojazdu w seryjnej postaci, z ograniczeniem do lokalnego rynku francuskiego, gdzie za punkt sprzedaży zdecydowano się obrać stołeczny Paryż. Firma planowała ekspansję na inne rynki europejskie, jednak ostatecznie nie udało się zrealizować tych planów i poprzestano na zasięgu lokalnym.
Jesienią 2010 roku Lumeneo przedstawiło swój drugi model samochodu, tym razem w postaci bardziej konwencjonalnie zbudowanego hatchbacka o nazwie Neoma, w 2012 roku prezentując model produkcyjny. Produkcja i sprzedaż pojazdu rozpoczęła się w 2013 roku, jednak popularność Neomy okazała się znacznie niższa niż zakładane 500 sztuk rocznie. Po sprzedaniu w ciągu niespełna roku 10 egzemplarzy Lumeno znalazło się w kłopotach finansowych, ogłaszając ostatecznie bankructwo i znikając z rynku jeszcze w tym samym roku.

## Modele samochodów

### Historyczne
- Smera (2009–2013)
- Neoma (2013)